# Конгиганак (аэропорт)
Аэропорт Конгиганак (англ. Kongiganak Airport), (ИАТА: KKH, ИКАО: PADY, FAA LID: DUY) — государственный гражданский аэропорт, расположенный в 15 километрах к северо-востоку от населённого пункта Конгиганак (Аляска), США.

## Операционная деятельность
Аэропорт Конгиганак расположен на высоте 9 метров над уровнем моря и эксплуатирует одну взлётно-посадочную полосу:
- 18/36 размерами 575 x 11 метров с гравийным покрытием.

За период с 26 августа 2005 года по 26 августа 2006 года Аэропорт Конгиганак обработал 1 200 операций взлётов и посадок самолётов (в среднем 100 операций в день), все рейсы в данном периоде выполнялись авиацией общего назначения.